# Денисова, Яна Вячеславовна
Яна Вячеславовна Денисова (в девичестве — Кирпиченко; род. 22 января 1996, Рубцовск, Алтайский край) — российская спортсменка, серебряный призёр чемпионата мира 2021 года в эстафете, чемпионка Универсиады 2019 года в эстафете, трёхкратный бронзовый призёр зимней Универсиады 2019 года в индивидуальных лыжных гонках. Член сборной команды страны.

## Биография
Родилась 22 января 1996 года в городе Рубцовске, Алтайский край. Росла в семье лыжницы, поэтому уже в шесть лет начала активно заниматься лыжным бегом. Тренировалась под руководством Андрея Астанина в Алтайском училище олимпийского резерва. Личным тренером чуть позже стал Артемий Гельманов. Училась в Алтайском государственном педагогическом университете. Мастер спорта международного класса.

## Спортивная карьера
В феврале 2017 года завоевала бронзовую медаль юниорского чемпионата мира в скиатлоне. На молодёжном первенстве России, которое состоялось в марте 2017 года, выиграла скиатлон и завоевала бронзовую медаль в гонке на 10 километров классическим стилем.
Дебют на этапах Кубка мира пришёлся на 30 декабря 2017 года.
На Зимней Универсиаде в начале марта 2019 года в Красноярске в трёх личных гонках завоевала три бронзовые медали. В составе эстафетной четвёрки стала победителем Универсиады.
1 марта 2020 года на 11-м этапе Кубка мира по лыжным гонкам в Лахти, Финляндия сборная России, в составе которой приняла участие Кирпиченко, стала четвёртой.

## Личная жизнь
2 июля 2024 года вышла замуж за лыжника Никиту Денисова. Свадьбу сыграли в Барнауле, на горнолыжной базе «Авальман» в центре свадебных торжеств «Монблан». После свадьбы Яна Кирпиченко взяла фамилию Денисова.